# Margaret Crofoot
Margaret C. Crofoot (* 1980) ist eine US-amerikanische Verhaltensforscherin und evolutionäre Anthropologin.
Crofoot studierte an der Stanford University mit dem Bachelor-Abschluss in Humanbiologie 2001 und an der Harvard University, an der sie 2003 einen Master-Abschluss in Anthropologie erhielt und 2008 promoviert wurde. Als Post-Doktorandin war sie seit 2010 am Smithsonian Tropical Research Institute in Panama. Von 2017 bis 2019 war sie Associate Professor an der University of California, Davis. Im Jahr 2018 erhielt sie eine Humboldt-Professur für die Universität Konstanz, wo sie den Bereich Bewegungsökologie ausbauen soll und von Fischen und Vögeln auf Affen erweitern soll. Seit Juli 2019 ist sie "Wissenschaftliches Mitglied" der Max-Planck-Gesellschaft und eine der drei Direktoren am 2019 gegründeten Max-Planck-Institut für Verhaltensbiologie mit Sitz in Radolfzell am Bodensee und Konstanz.
Sie erforscht die Bewegungsmuster zum Beispiel von Pavian-Rudeln mit GPS-Sendern und Rückschlüsse, die man daraus auf die Entscheidungsfindung in der Gruppe ziehen kann. Dabei konnte sie zeigen, dass die Bewegung nicht nur vom Anführer bestimmt wird, sondern dass es auch Mehrheitsentscheidungen und reflexartiges Verhalten gibt.
Sie ist Mitglied im Rat der ICARUS-Initiative (International Collaboration for Animal Research Using Space) von Martin Wikelski.

## Schriften (Auswahl)
- A. Strandburg-Peshkin, D. Farine, I. Couzin, M. C. Crofoot: Shared decision making drives collective movement in wild baboons. In: Science. Band 348, 2015, S. 1358–1361.
- R. Kays, M. C. Crofoot, W. Jetz, M. Wikelski: Terrestrial animal tracking as an eye on life and the planet. In: Science. Band 348, 2015
- M. C. Crofoot: The cost of defeat: Capuchins groups travel further, faster and later after losing conflicts with neighbors. In: American Journal of Physical Anthropology. Band 152, 2013, S. 79–85.
- M. C. Crofoot, I. C. Gilby: Cheating monkeys undermine group strength in enemy territory. In: Proceedings of the National Academy of Sciences. Band 109, 2012, S. 501–505.
- M. C. Crofoot, I. C. Gilby, M. C. Wikelski, R. W. Kays: Interaction location outweighs the competitive advantage of numerical superiority in Cebus capucinus intergroup contests. In: Proceedings of the National Academy of Sciences. Band 105, 2008, S. 577–581.